# Régiment de Ponthieu (régiment de Monsieur)
Pour les articles homonymes, voir régiment de Ponthieu.
Le régiment de Ponthieu est un régiment d'infanterie du royaume de France créé en 1685 et incorporé dans le régiment de Provence en 1749

## Création et différentes dénominations
- 4 août 1685 : création du régiment de Ponthieu
- 1749 : incorporé dans le régiment de Provence

## Colonels et mestres de camp
- 4 août 1685 : Florent du Châtelet, comte de Lomont, brigadier le 10 mars 1690, maréchal de camp le 28 septembre 1695, lieutenant général des armées du roi le 23 décembre 1702, † 27 juillet 1732
- 1er mars 1697 : Claude, marquis de Ceberet, brigadier le 21 avril 1706, maréchal de camp le 8 mars 1718, lieutenant général des armées du roi le 22 décembre 1731, † 25 avril 1756
- 23 janvier 1707 : Jean Hector de Fay, marquis de La Tour-Maubourg
- 17 décembre 1715 : Louis Neyret, marquis de La Ravoye
- 16 juin 1740 : Jean Armand, marquis de Joyeuse, brigadier le 1er janvier 1748

## Personnalité ayant servi au régiment

### Louis Neyret, marquis de La Ravoye
Né le 27 mai 1697, il est mousquetaire en 1712, il se trouve aux sièges de Douai et du Quesnoy la même année, et à ceux de Landau et de Fribourg en 1713. Il obtint une compagnie au régiment Mestre de Camp Général dragons le 10 mars 1714 et le « régiment d'infanterie de Ponthieu », par commission du 17 décembre 1715. Il commande ce régiment au camp d'Aimeries-sur-Sambre du 31 août au 30 septembre 1732.

Il devient brigadier, par brevet du 20 février 1734, il est employé à l'armée du Rhin, par Lettres du 1er avril. Il sert
avec son régiment au siège de Philippsbourg, il y reste en garnison après sa prise et y demeure pendant le reste de la campagne. Il sert encore à l'armée du Rhin par Lettres du 1er mai 1735.

Devenu maréchal de camp, par brevet du 1er mars 1738, il se démet du « régiment de Ponthieu » et est employé, dans le cadre de la guerre de Succession d'Autriche, à l'armée envoyée en Bavière sous les ordres du duc de Harcourt, par Lettres du 11 mars 1742, il marche avec la seconde division, et contribue à chasser les ennemis de la Bavière puis il marche avec l'armée sur les frontières de Bohême sous le commandement du maréchal de Maillebois. Il passe l'hiver en Bavière et rentre en France au mois de juillet 1743 avec la quatrième division de cette armée, et finit la campagne en Haute-Alsace sous le commandement du maréchal de Coigny, par Lettres du 1er août. Il commande à Huningue pendant l’hiver, par ordre du 1er novembre.

Il est employé à l'armée du Rhin sous le commandement du maréchal de Coigny, par Lettres du 1er avril 1744. 

Il devient lieutenant général des armées du Roi, par pouvoir du 2 mai 1744, et sert comme maréchal de camp à la reprise de Wissembourg. Il est déclaré lieutenant général le 13 août 1744, et se trouve au combat d'Auguenum le 23 août, passe le Rhin peu de jours après  et marche en Souabe, et commande à Constance pendant l'hiver, par Lettres du 1er novembre 1744. Il est employé à l'armée du Rhin sous le commandement du prince de Conti, par Lettres du 1er avril 1745, mais rien n'y fut entrepris. Il alla commander à Huningue pendant l'hiver,
par ordre du 1er novembre 1745.

Employé à l'armée commandée par prince de Conti, par Lettres du 1er mai 1746, il sert au siège de Mons, puis demeure à l'armée d'observation pendant les sièges de Charleroi et de Saint-Ghislain, avant de rejoindre l'armée de Flandre au mois de septembre, et de participer au siège de Namur, et à la bataille de Raucoux, avant de retourner commander à Huningue, par ordre du 1er novembre 1746. Il y resta jusqu'au 9 mai 1747.

Employé à l'armée d'Italie sous le maréchal de Belle-Isle par Lettres du 10 mai 1747, il se trouva au passage du Var le 3 juin 1747, à la prise de Montalban, de Villefranche, au ravitaillement du château de Vintimille, et passe l'hiver en Provence. Il a des Lettres de service pour l'armée d'Italie du 1er juin 1748 avec laquelle rien ne fut entrepris. Après la paix il est employé dans cette partie jusqu'au 1er mars 1749. On lui donne le Gouvernement de Méziéres et de Charleville, par provisions du 21 novembre 1753.

## Drapeaux
3 drapeaux dont un blanc colonel, et 2 d’ordonnance, « aurores, les traverses vertes dans les 4 quarrez, & croix blanches ».

Drapeau d’ordonnance
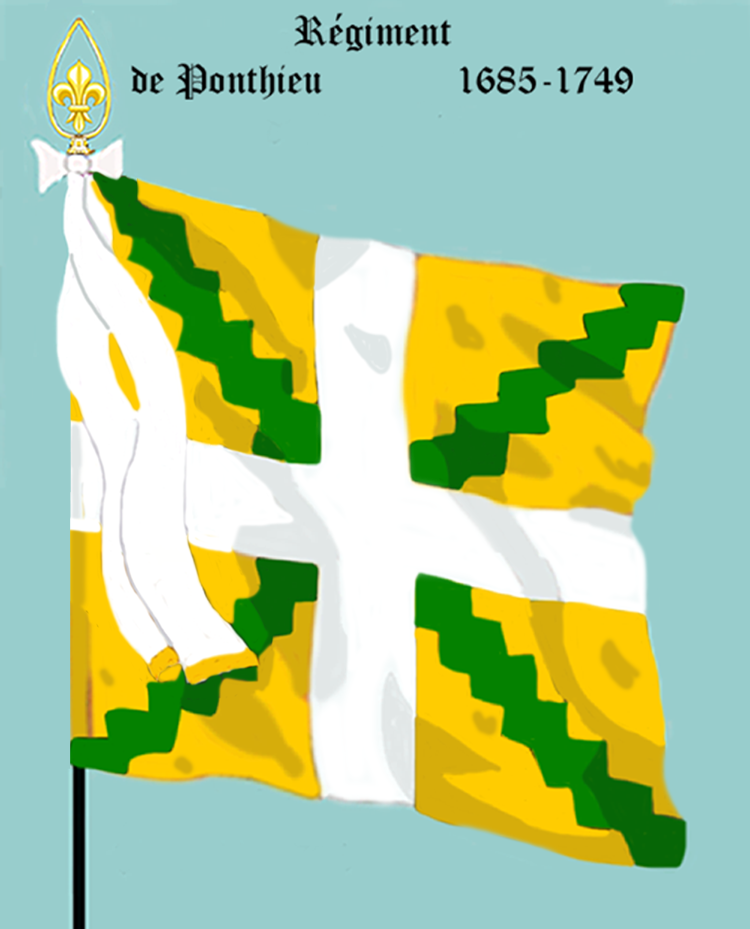
régiment de Ponthieu de 1685 à 1749

## Habillement

Uniformes du régiment de Ponthieu
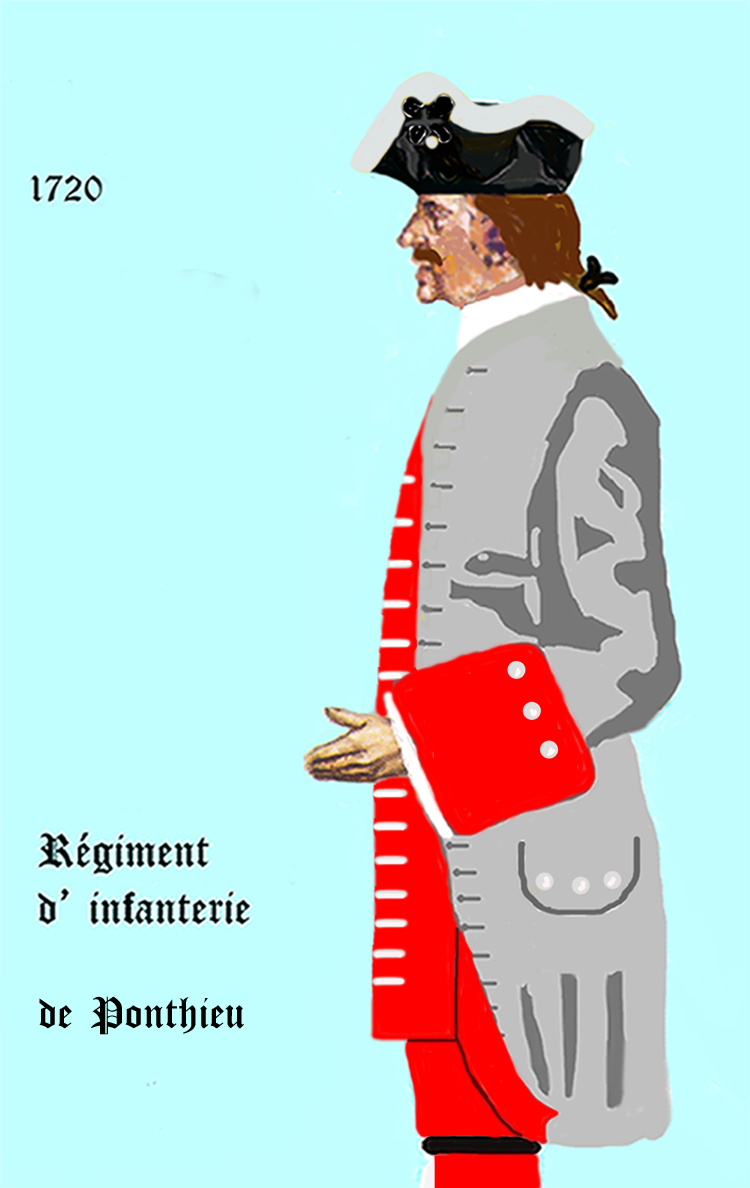
de 1720 à 1749